# Toray Pan Pacific Open 2000
Toray Pan Pacific Open 2000 — жіночий тенісний турнір, що проходив на закритих кортах з килимовим покриттям. Це був 17-й за ліком Toray Pan Pacific Open. Належав до турнірів 1-ї категорії в рамках Туру WTA 2000. Відбувся в Токійському палаці спорту в Токіо (Японія) з 29 січня до 6 лютого 2000 року. Перша сіяна Мартіна Хінгіс здобула титул в одиночному розряді й отримала 166 тис. доларів США.

## Фінальна частина

### Одиночний розряд
Мартіна Хінгіс —  Сандрін Тестю 6–3, 7–5
- Для Хінгіс це був 1-й титул в одиночному розряді за сезон і 27-й — за кар'єру.

### Парний розряд
Мартіна Хінгіс /  Марі П'єрс  —  Александра Фусаї /  Наталі Тозья 6–4, 6–1